# Édith de Wessex
Titre
Reine d'Angleterre
23 janvier 1045 – 5 janvier 1066
(20 ans, 11 mois et 13 jours)
Édith ou Eadgyth, née au plus tard en 1027 et morte le 18 décembre 1075 à Winchester, est l'épouse d'Édouard le Confesseur, roi d'Angleterre de 1042 à 1066. Elle est principalement connue grâce à la Vita Ædwardi regis, une biographie de son mari écrite à son instigation.

## Biographie
Édith est la fille aînée de Godwin, puissant et influent comte de Wessex et de Gytha Thorkelsdóttir, une noble d'origine scandinave. Née au plus tard en 1027, elle grandit à Wilton, dans le Wiltshire. Elle épouse le roi Édouard le Confesseur le 23 janvier 1045. Leur mariage ne donne naissance à aucun enfant.
En 1051, Godwin se brouille avec le roi, qui l'exile du royaume et répudie Édith. Il est possible que son infertilité ait pesé dans cette décision. Selon les sources, il l'enferme à l'abbaye de Wherwell ou la renvoie à Wilton. Cette séparation n'est que de courte durée : Godwin retrouve les faveurs du roi dès l'année suivante et Édith, sa position de reine. Dans les dernières années du règne d'Édouard, elle intercède en vain en faveur de son frère Tostig, chassé de son comté de Northumbrie en 1065 par une révolte de ses sujets. Son autre frère Harold préfère négocier avec les rebelles, qui ont gain de cause : Tostig est remplacé par Morcar, le beau-frère de Harold.
Le 5 janvier 1066, le roi meurt entouré de la reine Édith, de l'archevêque de Cantorbéry Stigand, de Robert FitzWimarc, un Normand qui lui était proche, et de Harold, qui est appelé à lui succéder. Le rôle qu'elle joue durant le bref règne de Harold est impossible à établir avec certitude, mais les sources normandes (Guillaume de Poitiers et le Carmen de Hastingae Proelio) la présentent comme favorable à l'avènement de Guillaume le Conquérant.
Elle reste une propriétaire terrienne importante après la conquête normande, présente à Wilton, mais surtout à Winchester, où elle meurt le 18 décembre 1075. Elle est inhumée auprès de son mari en l'abbaye de Westminster. Avant sa mort, elle commande l'écriture de la Vita Ædwardi regis à un auteur inconnu. Ce texte retrace dans sa première partie l'histoire de sa famille, avant de devenir une biographie de son défunt mari.